# Transfert de fichier
Un transfert de fichier est une opération informatique, sur laquelle reposent les services de télécommunications. Elle consiste à acheminer, vers un second ordinateur, un fichier disponible sur un premier ordinateur. Elle permet de rendre le fichier transféré disponible sur la machine distante sans la manipulation d'un support physique, tel que le DVD ou une clé USB.

## Description
Le transfert de fichier peut se faire d'ordinateur à périphérique, de serveur à serveur, de client à serveur, ou de client à client par l'intermédiaire d'un serveur de messagerie électronique (Skype, Windows Messenger, AIM, ICQ ...) par exemple, ou plus communément d'un serveur intermédiaire qui stocke les données temporairement afin de permettre au destinataire de les récupérer sans être en contact direct avec l'émetteur d'origine. 
Le transfert de fichier entre un ordinateur et un périphérique connecté directement se fait à l'aide de protocoles de communication (USB par exemple) et de pilotes. C'est le type de transfert de fichier le plus ancien.
Le transfert de fichier via un réseau informatique se fait à l'aide de protocoles réseau et d'applications adaptées. Certaines d'entre elles utilisent le FTP, qui est un protocole spécifique pour le partage de fichiers, ou encore le SCP ou le SFTP. Elles peuvent emprunter différents réseaux, tels qu'un réseau X.25 ou l'Internet. Sa qualité dépend entre autres de la vitesse, de la disponibilité et de la sécurité du réseau utilisé. Une couche de compression et de chiffrement peuvent être présentes afin respectivement d'accélérer ou sécuriser le transfert des données. Le FTPS par exemple permet d'utiliser le protocole FTP à travers une connexion chiffrée par SSL. Le SFTP quant à lui est un protocole totalement différent reposant sur l'utilisation d'une connexion SSH, les serveurs proposant ce type d'accès étant principalement des machines sous Unix / Linux.
Les transactions bancaires sont des exemples de transfert de fichiers très sécurisés sur le réseau X.25. Le partage de vidéo grand public est un exemple de transfert de fichiers peu sécurisé sur l'Internet, puisque le transfert des données s'effectue en général sur une connexion HTTP non chiffrée, au contraire d'une connexion HTTPS bénéficiant d'une couche de chiffrement SSL.

## Par courrier électronique
Le courrier électronique permet d'échanger des pièces jointes, toutefois leur taille est limitée à quelques mégaoctets. En 2020, parmi 11 fournisseurs d'accès emails, la taille maximum de pièce jointe la plus fréquente (6 fournisseurs) est de 25 Mo.
La cause de cette limitation vient du fait que « l’envoi de pièces jointes volumineuses par le biais de la messagerie n’est pas toujours la solution la plus adaptée. » En effet elle est inappropriée techniquement au transfert de fichiers de grande taille.
Pour dépasser ces limites, des sites de transfert de fichiers temporaires ont émergé sur la toile. Ils permettent de partager plusieurs Go de données à la fois. En contrepartie, les fichiers ne resteront disponibles que quelques jours ou semaines avant d'être supprimés.